# Falso (lógica)
Na lógica, falso ou não verdade é um valor verdade ou um conectivo lógico nulário. Em um sistema de proposição lógica de funções verdade, isso é, o valor falso é um dos dois postulados dos valores verdade, junto com a sua negação, verdade lógica.    Notações geralmente usadas são 0 (especialmente na Lógica Booleana e na ciência da computação), O (na Notação Pré-fixada, Opq) e para o símbolo de falsidade⊥.
Outra abordagem é usada para várias teorias formais (como por exemplo, a Lógica intuicionista), onde o falso é uma constante proposicional (ou seja, um conectivo nulário, ou operador de ordem zero, em Português de Portugal) ⊥, o valor de verdade dessa constante é sempre falso no sentido acima.

## Lógica Clássica e Lógica Booleana
A Lógica Booleana define o falso em ambos os sentidos mencionados acima: "0" é uma constante proposicional, cujo valor por definição é 0. Em um cálculo proposicional clássico, dependendo do conjunto escolhido de conectivos fundamentais, o falso pode ou não ter um dedicado símbolo. Tais fórmulas como p ∧ ¬p e ¬ (p → p) pode ser utilizado no lugar.
Em ambos os sistemas, a negação da verdade dá falso. A negação do falso é equivalente à verdade não apenas na lógica clássica e lógica Booleana, mas também na maioria dos outros sistemas lógicos, como explicado abaixo.

## Falso, negação e contradição
Na maioria dos sistemas lógicos, negação, condicional material e falso são relacionados como:
¬p ⇔ (p → ⊥)
Esta é a definição de negação em alguns sistemas,  como lógica intuicionista, e pode ser comprovada no cálculo proposicional, onde a negação é um conectivo fundamental. Porque p → p geralmente é um teorema ou axioma, uma consequência é que a negação do falso (¬ ⊥) é verdadeira.
A contradição é uma afirmação que implica o falso, ou seja, φ ⊢ ⊥. Usando a equivalência acima, o fato de que φ é uma contradição pode ser derivada, por exemplo, a partir de ⊢ ¬φ. Contradição e o falso, por vezes, não se distinguem, especialmente devido ao termo Latino falsum  que denota ambos. Contradição quer dizer que a declaração é comprovadamente falsa, mas o falso em si é uma proposição que é definido para ser oposto à verdade. 
Sistemas lógicos podem ou não conter o princípio de explosão (em latim, ex falso quodlibet), ⊥ ⊢ φ.

## Consistência
Uma teoria formal que use o conectivo "⊥" é definida como consistente se e somente se o falso não está entre seus teoremas. Na ausência de constantes proposicionais, alguns substitutos, tais como mencionados acima, podem ser utilizados no lugar, para definir a consistência.